# ティム・マタヴジュ
ティム・マタヴジュ（Tim Matavž, 1989年1月13日 - ）は、ユーゴスラビア (現：スロベニア)・シェンペテル＝ヴロトイバ市シェンペテル・プリ・ゴリツィ出身のサッカー選手。アル・ワフダ・アブダビ所属。ポジションはフォワード。

## 経歴

### クラブ

#### 母国での経歴
6歳の時にNDビリェでサッカーを始めた。2004年にNDゴリツァの下部組織に移り、2006-07シーズンにトップチームに昇格すると、同シーズンは1.SNLで30試合に出場して11得点を挙げ、リーグ優勝に貢献した。

#### FCフローニンゲン
2007年8月30日、18歳のマタヴジュはオランダ・エールディヴィジのFCフローニンゲンと5年契約を交わした。同年9月26日、KNVBカップのアイセルメールフォーヘルス戦では4得点を挙げた。2008年、エールステ・ディヴィジ（2部）のFCエメンにレンタル移籍した。FCフローニンゲン復帰後の2009年3月13日、ローダJC戦 (2-0) でエールディヴィジ初得点を挙げた。
2010年2月24日、FCフローニンゲンとの契約を2013年まで延長した。2009-10シーズンにはチームトップの13得点を記録した。2011年2月6日、ヴィレムII戦でエールディヴィジ初のハットトリックを達成した。2010-11シーズンも15得点を挙げた。

#### PSVアイントホーフェン
2011年8月31日、PSVアイントホーフェンと5年契約を交わした。

#### FCアウクスブルク
2014年7月4日、ブンデスリーガのFCアウクスブルクに2019年夏までの契約で加入した。2016年2月1日、セリエAのジェノアCFCに期限付き移籍することが発表された。2016-17シーズンは、ツヴァイテリーガに降格した1.FCニュルンベルクでプレーすることが発表された。

#### フィテッセ
2017年6月29日、フィテッセに3年契約で移籍した。

#### アル・ワフダ
2020年6月19日、アル・ワフダ・アブダビに2年契約で移籍した。

### 代表
2009年にスロベニア代表デビュー。2010年には2010 FIFAワールドカップのメンバーに選出され、グループリーグ第3戦のイングランド戦に途中出場した。同年10月9日、EURO2012予選のフェロー諸島戦で代表初得点を挙げた。さらに2点を加えてハットトリックを達成し、スロベニア代表史上最年少のハットトリック達成者となった。

## 人物
英語とイタリア語、オランダ語が堪能である。
マタヴジュと同じくスロベニア代表のエティエン・ヴェリコニャは従兄弟である。マタヴジュとヴェリコニャのふたりは、幼少時代にヴァルテル・ビルサと友人であった。

## 個人成績
2013年10月13日時点
| クラブ成績 | クラブ成績            | クラブ成績             | リーグ | リーグ | カップ | カップ | 国際大会 | 国際大会 | 通算 | 通算 |
| シーズン   | クラブ                | リーグ                 | 出場   | 得点   | 出場   | 得点   | 出場     | 得点     | 出場 | 得点 |
| ---------- | --------------------- | ---------------------- | ------ | ------ | ------ | ------ | -------- | -------- | ---- | ---- |
| 2006–07    | NDゴリツァ            | プルヴァ・リーガ       | 27     | 11     | ?      | ?      | ?        | ?        | 27   | 11   |
| 2007-08    | NDゴリツァ            | プルヴァ・リーガ       | 3      | 0      | ?      | ?      | 2        | 1        | 5    | 1    |
| 2007-08    | FCフローニンゲン      | エールディヴィジ       | 15     | 0      | 2      | 4      | ?        | ?        | 17   | 4    |
| 2008-09    | FCエメン              | エールステ・ディヴィジ | 15     | 5      | 1      | 0      | ?        | ?        | 16   | 5    |
| 2008-09    | FCフローニンゲン      | エールディヴィジ       | 4      | 2      | 4      | 1      | ?        | ?        | 8    | 3    |
| 2009-10    | FCフローニンゲン      | エールディヴィジ       | 34     | 14     | 4      | 3      | ?        | ?        | 38   | 19   |
| 2010-11    | FCフローニンゲン      | エールディヴィジ       | 31     | 18     | 6      | 4      | ?        | ?        | 37   | 22   |
| 2011-12    | FCフローニンゲン      | エールディヴィジ       | 4      | 3      | 0      | 0      | 0        | 0        | 4    | 3    |
| 2011-12    | PSVアイントホーフェン | エールディヴィジ       | 28     | 11     | 5      | 4      | 9        | 5        | 42   | 20   |
| 2012-13    | PSVアイントホーフェン | エールディヴィジ       | 27     | 11     | 5      | 2      | 7        | 7        | 39   | 20   |
| 2013-14    | PSVアイントホーフェン | エールディヴィジ       | 15     | 2      | 1      | 0      | 6        | 2        | 22   | 4    |
| 通算       | NDゴリツァ            | NDゴリツァ             | 30     | 11     | ?      | ?      | 2        | 1        | 32   | 12   |
| 通算       | FCエメン              | FCエメン               | 15     | 5      | 1      | 0      | ?        | ?        | 16   | 5    |
| 通算       | FCフローニンゲン      | FCフローニンゲン       | 88     | 37     | 16     | 12     | ?        | ?        | 104  | 51   |
| 通算       | PSVアイントホーフェン | PSVアイントホーフェン  | 70     | 24     | 11     | 6      | 22       | 14       | 103  | 44   |
| 総通算     | 総通算                | 総通算                 | 203    | 77     | 28     | 18     | 24       | 15       | 255  | 112  |

## 代表歴

### 出場大会
- スロベニア代表
  - 2010 FIFAワールドカップ

### 試合数
- 国際Aマッチ 39試合 11得点（2010年-2020年）[15]

| スロベニア代表 | 国際Aマッチ | 国際Aマッチ |
| 年             | 出場        | 得点        |
| -------------- | ----------- | ----------- |
| 2010           | 7           | 3           |
| 2011           | 5           | 4           |
| 2012           | 7           | 2           |
| 2013           | 8           | 1           |
| 2014           | 1           | 0           |
| 2015           | 3           | 0           |
| 2016           | 0           | 0           |
| 2017           | 4           | 0           |
| 2018           | 2           | 0           |
| 2019           | 1           | 1           |
| 2020           | 1           | 0           |
| 通算           | 39          | 11          |

### 得点
スコア欄と結果欄にはスロベニアの得点を先に示してある
| #  | 日時           | 場所           | 相手           | スコア | 結果 | 大会                                    |
| -- | -------------- | -------------- | -------------- | ------ | ---- | --------------------------------------- |
| 1  | 2010年10月8日  | リュブリャナ   | フェロー諸島   | 1-0    | 5-1  | UEFA EURO 2012予選                      |
| 2  | 2010年10月8日  | リュブリャナ   | フェロー諸島   | 2-0    | 5-1  | UEFA EURO 2012予選                      |
| 3  | 2010年10月8日  | リュブリャナ   | フェロー諸島   | 3-0    | 5-1  | UEFA EURO 2012予選                      |
| 4  | 2011年6月3日   | トースハウン   | フェロー諸島   | 0-1    | 0-2  | UEFA EURO 2012予選                      |
| 5  | 2011年9月2日   | リュブリャナ   | エストニア     | 1-1    | 1-2  | UEFA EURO 2012予選                      |
| 6  | 2011年11月15日 | リュブリャナ   | アメリカ合衆国 | 1-1    | 2-3  | 親善試合                                |
| 7  | 2011年11月15日 | リュブリャナ   | アメリカ合衆国 | 2-3    | 2-3  | 親善試合                                |
| 8  | 2012年10月12日 | マリボル       | キプロス       | 1-0    | 2-1  | 2014 FIFAワールドカップ・ヨーロッパ予選 |
| 9  | 2012年10月12日 | マリボル       | キプロス       | 2-0    | 2-1  | 2014 FIFAワールドカップ・ヨーロッパ予選 |
| 10 | 2013年5月31日  | ビーレフェルト | トルコ         | 2-0    | 2-0  | 親善試合                                |
| 11 | 2019年11月19日 | ワルシャワ     | ポーランド     | 1-1    | 2-3  | UEFA EURO 2020予選                      |

## タイトル
PSV
- KNVBカップ : 2011-12
- ヨハン・クライフ・スハール : 2012